# Jonathan Forte
Jonathan Ronald James Forte (Sheffield, 25 luglio 1986) è un ex calciatore inglese naturalizzato barbadiano, di ruolo attaccante.

## Carriera

### Club
Dopo vari anni di carriera, nel 2007 si trasferisce allo Scunthorpe United, che successivamente lo presterà al Notts County.
Nel gennaio 2011 viene acquistato dal Southampton, per poi passare nel novembre dello stesso anno in prestito al Preston North End per un solo mese.
Dopo ulteriori periodi di prestito, prima al Notts County e poi al Crawley Town, nel gennaio 2013 viene ceduto, ancora una volta con la formula del prestito, allo Sheffield United. Dopo i vari prestiti viene acquistato definitivamente dal Oldam Athletic.
Nel luglio del 2016 viene acquistato a titolo definitivo dal Notts County, squadra dove aveva già militato in precedenza.

### Nazionale
Dopo aver militato a livello giovanile nelle nazionali inglesi, nel 2008 decide di rappresentare la Nazionale di calcio di Barbados.

## Statistiche

### Cronologia presenze e reti in nazionale
| Cronologia completa delle presenze e delle reti in nazionale ― Barbados | Cronologia completa delle presenze e delle reti in nazionale ― Barbados | Cronologia completa delle presenze e delle reti in nazionale ― Barbados | Cronologia completa delle presenze e delle reti in nazionale ― Barbados | Cronologia completa delle presenze e delle reti in nazionale ― Barbados | Cronologia completa delle presenze e delle reti in nazionale ― Barbados | Cronologia completa delle presenze e delle reti in nazionale ― Barbados | Cronologia completa delle presenze e delle reti in nazionale ― Barbados |
| Data                                                                    | Città                                                                   | In casa                                                                 | Risultato                                                               | Ospiti                                                                  | Competizione                                                            | Reti                                                                    | Note                                                                    |
| ----------------------------------------------------------------------- | ----------------------------------------------------------------------- | ----------------------------------------------------------------------- | ----------------------------------------------------------------------- | ----------------------------------------------------------------------- | ----------------------------------------------------------------------- | ----------------------------------------------------------------------- | ----------------------------------------------------------------------- |
| 26-3-2008                                                               | Bridgetown                                                              | Barbados                                                                | 1 – 0                                                                   | Dominica                                                                | Qual. Mondiali 2010                                                     | -                                                                       |                                                                         |
| 14-6-2008                                                               | Carson                                                                  | Stati Uniti                                                             | 8 – 0                                                                   | Barbados                                                                | Qual. Mondiali 2010                                                     | -                                                                       | 68’                                                                     |
| Totale                                                                  |                                                                         | Presenze                                                                | 2                                                                       |                                                                         | Reti                                                                    | 0                                                                       |                                                                         |